# Excelsior Motor

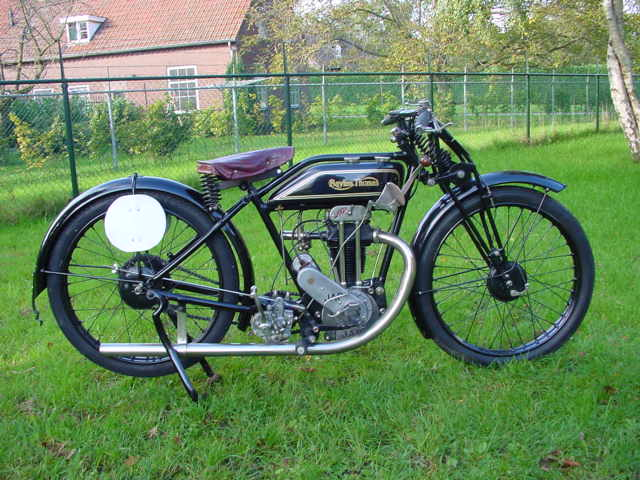
Una Excelsior del 1927

La Excelsior è stato il primo produttore di motociclette britannico avendo iniziato la produzione di biciclette dotate di motore nel 1896. La sede della società era a Coventry e all'inizio venivano prodotte solo biciclette che venivano vendute con il marchio Bayliss, Thomas e Co.

## Storia
La dittà passò poi a realizzare motobicilette utilizzando motori prodotti da altre ditte quali la De Dion, la MMC e sembra anche almeno un motore Condor monocilindrico da 850 cm³. In seguito la Excelsior realizzò anche molti veicoli di questa tipologia per alcune delle maggiori case motociclistiche dell'epoca che li vendevano con il loro marchio.
Nel 1910 la ragione sociale venne cambiata in Excelsior Motor Co. e nel 1914 venne presentato un veicolo dotato di motore JAP bicilindrico. Venne stipulato anche un contratto di fornitura con il governo russo che proseguì per tutta la durata del conflitto concludendosi con lo scoppio della Rivoluzione di Ottobre.  La fine di questo accordo lasciò la ditta con molte motociclette surplus.
Dopo la fine del conflitto la ditta venne acquistata dalla famiglia Walker. Venne iniziata la produzione di motociclette dotate di motori di 98–100 cm³. I motori utilizzati erano prodotti dalla JAP, dalla Blackburne e dalla Villiers. In questo periodo venne anche impiegato il motore Condor da 850 cm³. La Excelsior partecipò a numerose competizioni. Per evitare di venire confusa con l'omonima Casa motociclistica statunitense la società assunse la denominazione di British Excelsior.
Nel 1935 venne presentata la Manxman dotata di un motore quattro valvole da 250 cm³. Successivamente questo modello, adatto sia per un impiego sportivo che per le competizioni venne prodotto anche con motori da 350 e 500 cm³. Nel 1937 venne presentata la Autobike, in pratica una antesignana dello scooter, dotata di un motore da 98 cm³.
Durante la seconda guerra mondiale la ditta fu impegnata nella produzione della Welbike. Alla fine del conflitto la situazione economica della ditta era tutt'altro che rosea. La produzione di moto di fascia alta e da competizione venne abbandonata in favore di moto più economiche e dotate di motore a due tempi. Venne presentata la Viking, dotata di motore Villiers due tempi da 250 cm³, e nel 1949 la Talisman che montava un motore bicilindrico a cilindri contrapposti. Per quanto riguarda le competizioni la ditta produsse una moto dotata di motore di 328 cm³ e doppio carburatore che le cui vendite furono però scarse.
La produzione continuò fino al 1964 e la ditta chiuse definitivamente l'anno successivo. Il marchio venne acquistato dalla Britax, una ditta di componenti per auto, che produsse fino alla fine degli anni '70 un limitato numero di motociclette vendute con il marchio Britax-Excelsior.

## Competizioni
Il più importante successo sportivo conseguito dalla Excelsior fu la vittoria del Lightweight TT 1929 con una B14 che divenne il più popolare modello della società. Nel 1933 la Mechanical Marvel, una moto di 250 cm³, rivinse il TT. Altra vittoria importante fu quella al GP di Germania 1936 della 250 (valido come Campionato Europeo in prova unica) con l'irlandese Henry Tyrell-Smith.